# François Chicoyneau

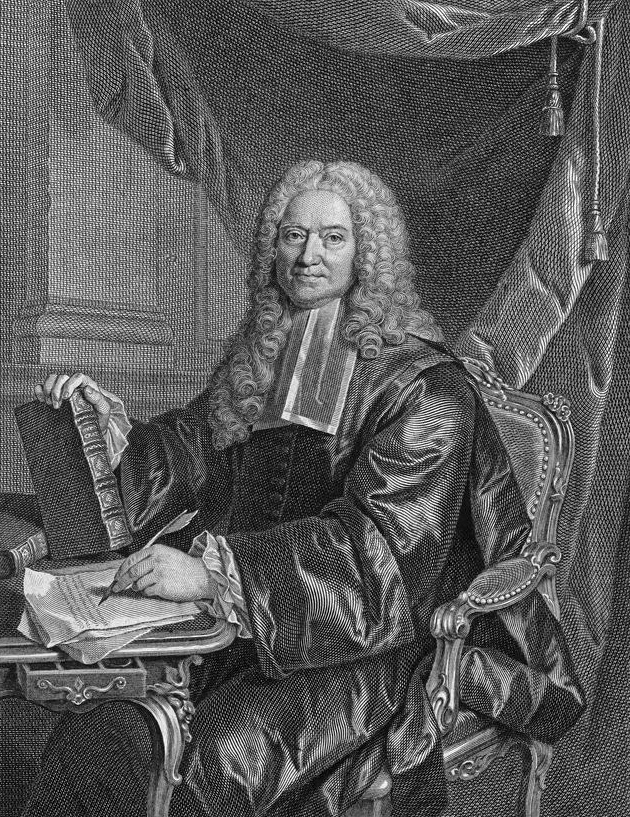
François Chicoyneau, vor 1745

François Chicoyneau (* 23. April 1672 in Montpellier; † 13. April 1752 in Versailles) war ein französischer Arzt und Staatsrat.

## Leben und Wirken
François Chicoyneau wurde als zweites Kind des Arztes und Kanzlers der Universität Montpellier Michel Chicoyneau geboren. Von seinem Vater wurde er zunächst für den Dienst in der Marine bestimmt. Nach dem frühen Tod des ersten Sohnes – Michel-Aimé (1670–1690) – und des dritten Sohnes Gaspard († 1692) –, die er als Träger seiner Erbpfründe bestimmt hatte, entschied der Vater, dass François diese Funktion übernehmen und zu diesem Zweck Medizin studieren sollte. Am 10. März 1693 erhielt er in Montpellier den medizinischen Doktorgrad. Sehr bald war er Kanzler der Medizinschule von Montpellier. Sein Name öffnete ihm die Pforten des Königshofs und so wurde er 1731 Arzt der Königskinder und 1733, als Nachfolger seines Schwiegervaters Pierre Chirac, Erster Arzt des Königs, der ihn zum Baron de Lavalette erhob. Die Stellung als königlicher Leibarzt brachte Chicoyneau auch Rang und Titel eines Staatsrats ein. 1732 wurde er Mitglied der Académie des sciences.

### Behandlung der Syphilis
In Bezug auf die Behandlung der Syphilis kritisierte Chicoyneau die Nutzlosigkeit und Gefährlichkeit großer innerlicher Quecksilbergaben und er empfahl stattdessen äußerliche Einreibungen mit kleinen Mengen und in großen Intervallen.

### Pest in Marseille 1720

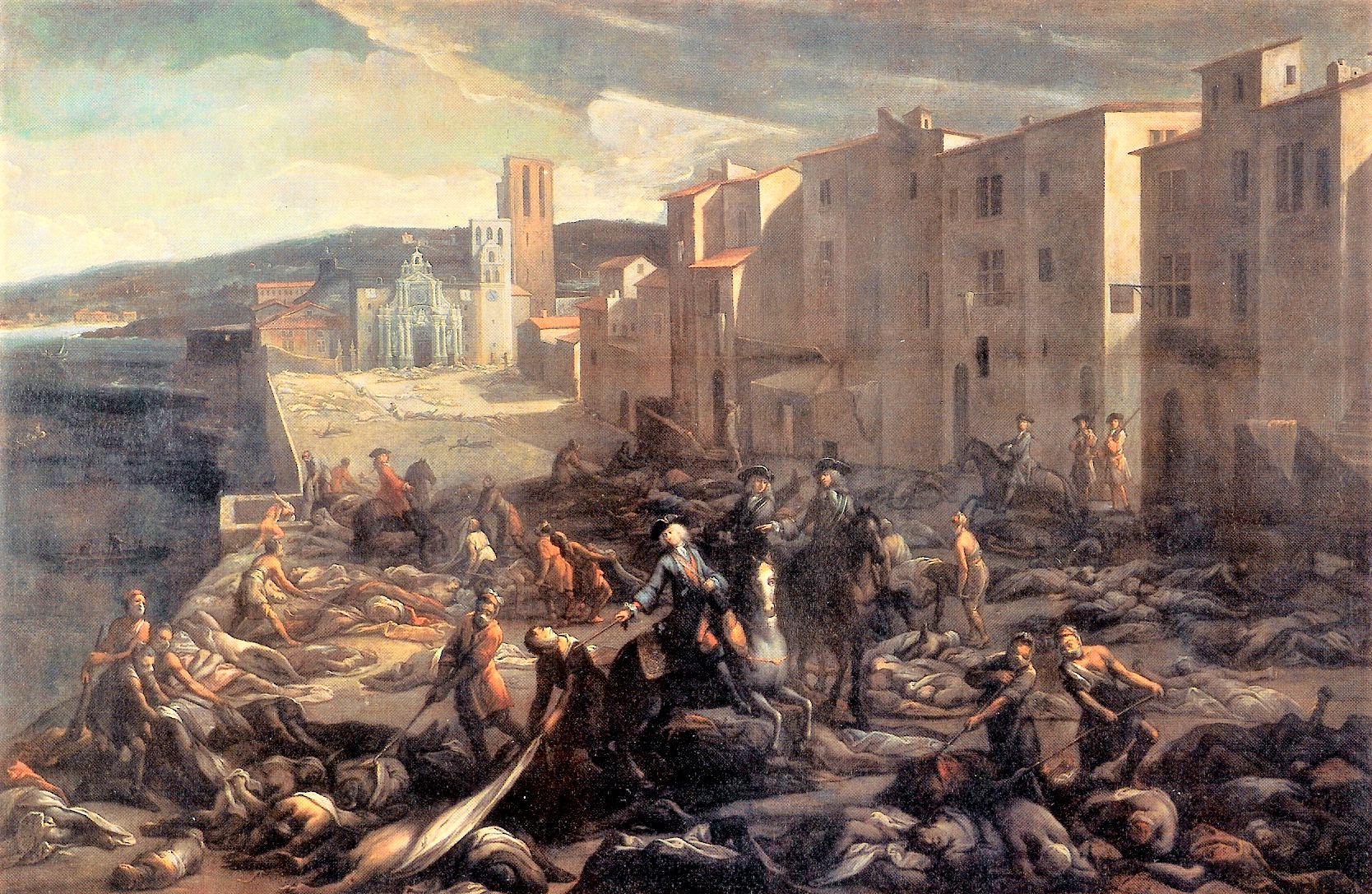
Pest in Marseille 1720

Auf Empfehlung durch Pierre Chirac wurde François Chicoyneau 1720 nach Marseille geschickt, wo eine Pestepidemie ausgebrochen war. Aus Montpellier begleiteten ihn der Fakultätsprofessor Antoine Déidier (1670–1746), der 1720/1721 während der Pestepidemie die ersten Übertragungsversuche einer ansteckenden Krankheit auf Tiere durchführte, und der Arzt Jean Verny (1657–1741). Aus Paris wurden die Ärzte Jean-Baptiste-Nicolas Boyer (1693–1768) und Joseph-Guichard Duverney (1648–1730) abgeordnet. In Übereinstimmung mit Pierre Chirac bestritt François Chicoyneau die Übertragbarkeit der Krankheit. Jean Astruc argumentierte dagegen, dass die Krankheit durch ein aus dem Morgenland kommendes Schiff eingeschleppt wurde und es daher unumgänglich sei, dass Zwangsmaßnahmen angewendet würden. Er konnte sich damit nicht gegen Pierre Chirac durchsetzen, der die Kontagiosität der Krankheit bezweifelte und der Regierung den Rat gab, auf schnelle und strenge Isolationsmaßnahmen zu verzichten.

## Werke
- An ad curandam luem veneream frictiones mercuriales in hanc finem adhibendae ut salivae fluxus concitetur? Montpellier 1718
  - An analytical inquiry into the specifick property of mercury, relating to the cure of venereal diseases. Wherein is explained, I. The nature ... and choice of preparations. II. The necessary cautions ... III. The true generation and nature of the virus. IV. The variety of its symptoms in different climates ... V. The ill consequences of a bad practice ... VI. An answer is given to several objections ... VII. Dr. Chicanneau's method of curing this distemper without salivation is vindicated …  . London 1732 (Digitalisat)
- Observations et réflexions propres à confirmer ce qui est avancé par Mrs Chicoyneau, Verny et Soulier dans la relation du 10 décembre 1720 touchant la nature, les événements et le traitement de la peste de Marseille. Claude-Gilles Lecamus, Toulouse 1721 (Digitalisat)
  - Johann Jacob Scheuchzer (Übersetzer). Von der Marsillianischen Pest-Seuch. Bodmer, Zürich 1721 (Digitalisat)
  - Bericht von der Pest zu Marseille : dero Zufälle, Vorbedeutung und Cur betreffend, wie auch der Beulen und Garfunkeln / herauß gegeben durch die vom Frantzösischen Hofe nacher Marseille abgeschickte Hrn. Doctores: Chicoyneau, Verny und Soullier. Nach dem Exemplar, so zu Marseille auff Befehl der Hrn. Commandanten, Ober-Meyers und Schöppen besagter Stadt gedruckt worden. Haller und Comp., Bern 1721 (Digitalisat)
  - A succinct account of the plague at Marseilles : its symptoms, and the methods and medicines used for curing it. London 1721 (Digitalisat)
- Zusammen mit Jean-Baptiste Sénac. Traité des causes, des accidens, et de la cure de la peste : avec un recueil d'observations et un détail circonstancié des précautions qu'on a prises pour subvenir aux besoins des peuples affligés de cette maladie, ou pour la prévenir dans les lieux qui en sont menacés. P. J. Mariette, Paris 1744 (Digitalisat)